# Keteny

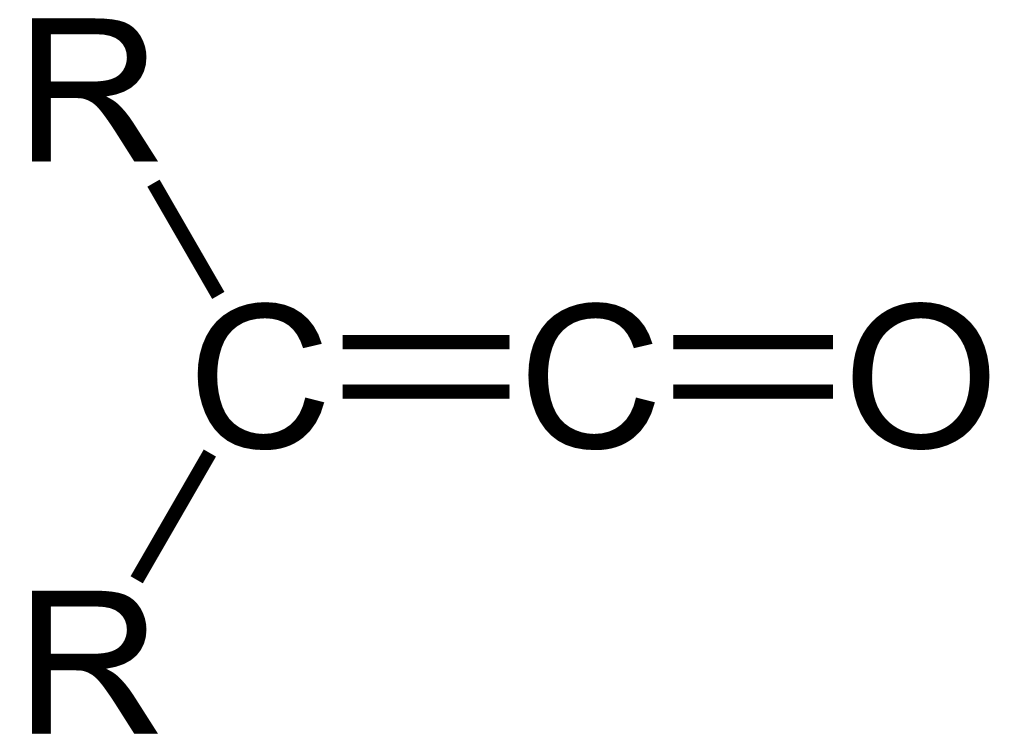
Obecný strukturní vzorec ketenu

Keteny jsou organické sloučeniny se vzorcem R′R″C=C=O, kde R a R' jsou jednovazné funkční skupiny (nebo dvě oddělená substituční místa na stejné molekule). Toto označení se také používá pro konkrétní sloučeninu ethenon H2C=C=O, který je nejjednodušším ketenem.
Jedná se o velmi užitečnou skupinu sloučenin, přestože bývají nestálé. Při použití v chemických reakcích se obvykle připravují těsně před tím, než jsou potřeba.

## Historie
Keteny poprvé jako skupinu sloučenin zkoumal Hermann Staudinger roku 1905. V tomto roce připravil difenylketen reakcí {\displaystyle \alpha }-chlordifenylacetylchloridu se zinkem. Staudinger toto provedl podle první přípravy organických meziproduktů, již provedl Moses Gomberg v roce 1900 (šlo o sloučeniny s trifenylmethylovými skupinami).

## Vlastnosti
Keteny jsou silně elektrofilní na uhlíkovém atomu sousedícím s heteroatomem, což je způsobeno sp hybridizací. Na sp uhlíky mohou být navázány atomy různých prvků, například kyslíku, síry nebo selenu, příslušné sloučeniny se nazývají keteny, thioketeny a selenoketeny.
Ethenon, nejjednodušší keten, má obě dvojné vazby různě dlouhé; délka vazby C=O činí 116,0 pm a u vazby C=C jde o 131,4 pm. Velikost úhlu mezi dvěma atomy uhlíku je 121,5°, podobná jako ideální úhel v molekule alkenu mezi sp2 uhlíkem a na něj navázanými vodíky.
Keteny jsou nestabilní a nemohou být skladovány. Za nepřítomnosti nukleofilů, se kterými by mohl reagovat, tvoří ethenon dimer, kterým je β-lakton, tedy cyklický ester. U disubstituovaných ketenů jsou produkty dimerizace substiuované cyklobutadiony. Monosubstituované keteny mohou vytvořit estery nebo diketony.

## Příprava
Ethenon lze připravit pyrolýzou acetonu:
CH3−CO−CH3 → CH2=C=O + CH4
Tato reakce se nazývá Schmidlinova syntéza ketenů.
Ostatní keteny mohou být získány z acylchloridů eliminační reakcí, při níž se odštěpí chlorovodík (HCl):
Při této reakci zásada, například triethylamin, odštěpuje proton v poloze alfa vůči karbonylové skupině, čímž vyvolá vznik dvojné vazby mezi atomy uhlíku a odštěpení chloridového iontu:
Keteny lze připravit i Wolffovým přesmykem α-diazoketonů.
Další způsob přípravy představuje pyrolýza N-pyridylaminů. V roce 1997 byl vylepšen postup založený na pyrolýze vytvářející keteny za poměrně mírných podmínek (480 °C). N-pyridylaminy se získávají kondenzací R-malonátů s N-amino(pyrideny) v DCC.
Keteny je také možné připravit karbonylací komplexů přechodných kovů s karbeny a přeměnou vzniklých vysoce reaktivních ketenů pomocí vhodných reaktantů, jako jsou iminy, aminy a alkoholy. Jedná se o účinnou jednonádobovou karbonylaci řady α‐diazokarbonylových sloučenin a ketenů, které poté mohou reagovat s nukleofily a iminy za tvorby esterů, amidů a beta-laktamů. Lze při něm použít široké spektrum substrátů a různé kombinace karbenových prekurzorů, nukleofilů a iminů.

## Reakce a použití
Jelikož keteny obsahují kumulované dvojné vazby, tak jsou značně reaktivní.

### Vznik karboxylátových esterů
Reakcemi s alkoholy vznikají z ketenů estery karboxylových kyselin:

### Vznik anhydridů karboxylových kyselin
S karboxylovými kyselinami keteny tvoří anhydridy karboxylových kyselin:

### Vznik karboxamidů
Keteny reagují s amoniakem za vzniku primárních amidů:
Z primárních aminů obdobně vznikají sekundární amidy:
Reakce ketenů se sekundárními aminy vedou k tvorbě terciárních amidů:

### Hydrolýza
Keteny lze hydrolyzovat na karboxylové kyseliny:

### Vznik enolesterů
Enolestery se z ketenů dají získat reakcemi s enolizovatelnými karbonylovými sloučeninami. Na následujícím obrázku je uvedena reakce ethenonu s acetonem, jejímž produktem je propen-2-ylacetát:

### Dimerizace
Za pokojové teploty se keteny rychle dimerizují na diketeny, ovšem zahřátím je lze získat zpět:

### [2+2]-cykloadice
Keteny mohou reagovat s alkeny, karbonylovými sloučeninami, karbodiimidy a iminy [2+2] cykloadicích. Na následujícím obrázku je uvedena příprava β-laktamu reakcí ketenu s iminem (což je Staudingerova syntéza):

### Použití
Keteny se vyznačují vysokou reaktivitou a jsou zapojeny do mnoha cykloadicí, jako je dimerizace na propiolaktony. Příkladem může být dimerizace ketenu kyseliny stearové za vzniku dimerních alkylketenů, které se používají v papírenském průmyslu. Dimerní alkylketeny reagují s hydroxylovými skupinami celulózy a způsobují její esterifikaci.
Také vstupují do [2+2] cykloadicí s alkyny bohatými na elektrony za vzniku cyklobutenonů a s karbonylovými sloučeninami dávají beta-laktony. Reakcemi s iminy se tvoří beta-laktamy. Tato reakce, nazývaná Staudingerova syntéza, je průmyslově významnou reakcí.
S acetonem vzniká isopropenylacetát.
Keteny mohou reagovat s hydroxylovými nukleofily za vzniku enolů nebo esterů, například reakcí ethenonu s vodou vzniká kyselina octová (přes ethen-1,1-diol) a s kyselinou octovou se vytváří acetanhydrid. Reakcemi diolů (HO−R−OH) a bisketenů (O=C=CH−R′−CH=C=O) vznikají polyestery typu (−O−R−O−CO−R′−CO)n.
Ethylacetacetát, významný výchozí materiál pro organické syntézy, může být získán reakcí diketenu a ethanolu. Vytváří se přímo ethylacetacetát s vysokou výtěžností; tento postup se používá i v průmyslu.